# Benoît Pedretti
Benoît Pedretti (Audincourt, 12 de novembro de 1980) é um ex-futebolista francês que atuava como meia.

## Carreira
Pedretti começou profissionalmente no Sochaux, como uma grande promessa do clube.

## Seleção
Disputou a Copa das Confederações de 2003, na qual a seleção de seu país foi campeã.

## Títulos
França
- Copa das Confederações: 2003